# Avrămeni, Rîșcani
Avrămeni este un sat din cadrul comunei Braniște din raionul Rîșcani, Republica Moldova. Este situat pe malul stâng al râului Prut la distanța de 36 km de Rîșcani și 193 km de Chișinău.

## Istorie
În 1200-1300 de ani î.Hr. s-a întemeiat o așezarea umană, care a fost invadată de străini și părăsită. Pe locul foste așezări au fost colectate obiecte casnice din epoca bronzului (sec. XIV-XII î.Hr.).
Satul Avrămeni pe Prut este menționat pentru prima dată într-un document de la 28 martie 1618 în care domnitorul Moldovei Radu Mihnea  îi confirmă marelui vornic, Costea Băcioc, întreaga moșie a satului Avrămeni, plătind în schimb 320 de taleri de pe timpul lui Eremia Movilă:
„Din mila lui Dumnezeu, noi Io Radul Voevod, domn al Țării Moldovei, facem cunoscut cu aceasta carte a noastră tuturor celor ce o vor vedea sau o vor auzi citindu-se, ca acest adevărat, credincios și cinstit boier al nostru pan Coste Bacioc, Mare Vornic al Țării de Jos, a slujit drept și credincios domnilor de mai înainte sfântrăposați ai țarii noastre, iar acum ne slujește și nouă drept și credincios.

...

Și după aceia deasemenea dăm și îi întărim boierului nostru pan Coste Bacioc, Mare Vornic, alt sat anume Avrămenii pe Prut, care este la o Suta de Movile, în ținutul Iași, din uricul de cumpărătura pe care l-a avut de la Eremia Voevod și de la Constantin Voevod, pe care și l-a cumpărat pentru trei sute și douăzeci taleri.

...

Iar pentru mai mare putere și întărire a tuturor celor mai sus scrise, am poruncit credinciosului și cinstitului nostru boier, pan Ionaro Ghianghea mare logofăt să scrie și să atârne pecetea noastră de aceasta carte a noastră adevărată.

A scris Nebojatco la Iași,
 
În anul 7126 <1618> luna Martie 28.

Io Radul Voevod”
La 28 martie 1620 moșia satului devine proprietate a mănăstirii Trei Ierarhi din Iași. Țăranii plăteau zeciuiala de pâine, legume, cânepă, pești mănăstirii. În 1812 satul Avrameni, ca și întreg teritoriu dintre Prut și Nistru, este anexat la Imperiul Rus.
În perioada țaristă făcea partea din volostea Bolotina (Balatina), județul Bălți. În primul deceniu al secolului XX, în sat erau 74 case de țărani români, care posedau 479 desetine pământ de împroprietărire, iar mănăstirea Trei Sfinți (Ierarhi din Iași) avea aici 495 desetine. La Avrămeni se afla punct de trecere a frontierei la graniță cu România. Tot în acea perioadă în Avrămeni locuiau trei sergenți din corpul de jandarmi, pentru verificarea pașapoartelor. Exista și o stație de cai de poștă, ținută în arendă de un evreu. În 1901, zemstva din jud. Bălți a cerut de la guvernul central voie ca prin Avrămeni să se permită și traficul cu vite, deoarece jud. Bălți „s-a sărăcit mult de vite”. Peste Prut, în România, la Ștefănești, se afla centrul pentru negoțul cu vite și acolo locuia un medic veterinar.

## Populație
Moldoveni/români (98,05%)
     Ucraineni (0,98%)
     Alte etnii (0,97%)
La recensământul populației din 2004 au fost înregistrați 512 de locuitori, 255 bărbați (49,80%) și 257 femei (50,20%). Componența etnică a populație este: moldoveni/români - 502 persoane, ucraineni - 5 persoane și un rus.